# Barzanallana
Barzanallana (oficialmente en asturiano: Barzanaḷḷana) es una aldea española de la parroquia de Navelgas, perteneciente al concejo de Tineo, en Asturias.

## Historia
Hacia mediados del siglo XIX, Barzanallana, un lugar por entonces perteneciente a la parroquia de Bárcena del municipio de Tineo, tenía contabilizada una población de 46 habitantes. Aparece descrito en el cuarto volumen del Diccionario geográfico-estadístico-histórico de España y sus posesiones de Ultramar de Pascual Madoz con las siguientes palabras:

BARZANALLANA: l. en la prov. de Oviedo, ayunt. de Tineo: sit. en el térm. de la felig. de San Juan de Navelgas, pero perteneciente á la de San Miguel de Bárcena (V.): pobl.; 9 vec., 46 almas.
(Madoz, 1846, p. 36)

En 2024, la entidad singular de población de Barzanallana, encuadrada dentro de la entidad colectiva de Navelgas, tenía empadronados 17 habitantes, todos ellos en el núcleo de población de ese nombre.